# Torlaco
Torlaco, ovvero Thorlak Thorhallsson, in lingua islandese Þorlákr Þórhallsson (Fljótshlíð, 1133 – Skálholt, 23 dicembre 1193), è stato un vescovo cattolico e abate islandese.
Fu una personalità molto incisiva dell'allora giovane chiesa islandese. L'obiettivo centrale di tutta la sua vita e del suo magistero di vescovo fu l'affermazione in Islanda dei principi riformatori e moralizzatori della chiesa espressi da papa Gregorio VII nelle 27 preposizioni del Dictatus papae emesso nel marzo 1075. Þorlákr rafforzò la disciplina ecclesiastica, combatté con energia la simonia e il concubinato dei presbiteri, l'interferenza delle autorità laiche negli affari ecclesiastici e nelle nomine dei vescovi, difese l'indissolubilità del matrimonio. Fu riconosciuto santo nel 1198 dal parlamento islandese (Althing o Alþingi) e nel 1984 il papa Giovanni Paolo II lo elevò a santo patrono d'Islanda. È l'unico santo ufficiale islandese, e uno dei due nel mondo a essere stato riconosciuto santo da un parlamento (l'altro è Jón Ögmundsson).

## Biografia
Abbiamo notizie della sua vita dalla Þorláks saga Helga (Saga di San Torlaco) scritta da un chierico di Skálholt. Nato da una famiglia povera, imparentata però con famiglie islandesi molto influenti, che curarono la sua istruzione, facendolo studiare nella sede della diocesi di Oddi, ebbe dotti maestri, come Eyjólfur Sæmundsson, figlio del noto storico islandese Sæmundr fróði. A quindici anni divenne diacono e a diciannove fu ordinato sacerdote. Attorno al 1154 andò a Parigi per approfondire gli studi nel monastero agostiniano di San Vittore, dove apprese volentieri la rigida regola agostiniana. Dopo qualche anno, di ritorno in Islanda, si fermò a studiare a Lincoln in Inghilterra, dove avrebbe incontrato il vescovo Ugo di Lincoln.
Nel 1161 tornò in Islanda e fu parroco della chiesa di Kirkjubær, dove fondò un monastero di canonichesse (Kirkjubæjarklaustur). Contro le aspettative della famiglia, rifiutò il matrimonio che ancora allora era concesso ai preti in Islanda, non essendosi ancora affermata la riforma gregoriana. Preferì entrare nel monastero di canonici regolari di Sant'Agostino di Þykkvabæjarklaustur, fondato nel 1168 da Þorkell Geirason. Nel 1172 ne divenne abate, con la benedizione di Klængur Þorsteinsson, vescovo di Skálholt.
Il monastero divenne un centro di attrazione per molti islandesi e stranieri, anche per la fama di santità che già circondava Þorlákr.
Nel 1174 l'Althing (il parlamento islandese, di cui facevano parte autorevole i vescovi), lo nominò vescovo di Skálholt, diocesi suffraganea di quella di Nidaros, (antico nome di Trondheim) in Norvegia. Per divergenze politiche fra Islanda e Norvegia, fu ordinato vescovo di Skálholt nel duomo di Nidaros solo il 2 luglio del 1178, dall'arcivescovo Eystein di Nidaros, propugnatore della riforma gregoriana in Norvegia, che gli affidò il compito di diffonderla anche in Islanda.
Þorlákr seguì fedelmente le direttive di Eystein. Si batté per eliminare i valori e le tradizioni pagane, ancora accettate e per ottenere il celibato dei preti, incontrando l'opposizione di una parte del clero. Cercò di giungere all'indipendenza economica della chiesa, attraverso una corretta gestione delle decime ecclesiastiche. Lottò per contenere le interferenze dei ricchi proprietari terrieri locali, che avendo edificato le chiese su terreni di loro proprietà e a loro spese, pretendevano di nominare i sacerdoti destinati ad essa. Þorlákr iniziò a rifiutarsi di consacrare le chiese che non fossero state affidate al vescovo. Vi furono forti screzi, all'ingiunzione di Þorlákr di cedere una chiesa alla diocesi, un ricco proprietario reagì dicendo che piuttosto l'avrebbe trasformata in una stalla. Costrinse poi, con la forza, il vescovo a consacrare quella chiesa.
Uno dei suoi maggiori oppositori fu il diacono Jón Loftsson, signore di Oddi e nipote di Sæmundr fróði. Jón pur essendo sposato, mentre faceva restaurare la chiesa di Hofdabraeck si era presa come amante Ragneiður la sorella di Þorlákr, che rifiutava di lasciare, anche sotto la minaccia della scomunica. Loftsson tenterà per tre volte di uccidere Þorlákr. Il figlio Páll Loftsson, poi diventerà successore di Þorlákr sulla cattedra vescovile di Skálholt e farà riconciliare il padre con la chiesa.
Nel 1180 Torlaco perse anche il sostegno dell'arcivescovo Eystein, che era stato bandito dal re di Norvegia.
Fu però molto amato da una parte del clero per il suo stile di vita molto austero ed ascetico, e dai poveri per la sua generosità, destinò infatti completamente ad essi i “beni di Cristo”, quella parte delle decime ecclesiastiche che il vescovo riscuoteva direttamente.
Scrisse un Poenitentiale, caratterizzato da una grande austerità, che tendeva a contrastare la confusione di quell'epoca.
Giunto a sessant'anni decise di dimettersi per ritirarsi nell'abbazia di Þykkvibær, ma fu colpito da una grave malattia e morì il 23 dicembre 1193.
Dopo la sua morte anche i suoi oppositori riconobbero la sua grandezza morale e spirituale, tanto che nel 1198, l'Althing, che, riunendo i ricchi proprietari e i vescovi e gli ecclesiastici islandesi, fungeva sia da parlamento che da sinodo ecclesiastico, decise, ad ampia maggioranza, di riesumare le sue spoglie e di trasferirle nella cattedrale di Skálholt. A quell'epoca questa traslazione veniva considerata come una canonizzazione di fatto, e ciò avvenne il 20 luglio 1198.
Il culto a San Þorlákr si diffuse rapidamente in tutta l'Islanda, dove gli furono dedicate più di cinquanta chiese, si diffuse anche in tutta la Scandinavia, in Gran Bretagna, in Germania, e anche tra i variaghi, popolazione vichinga che risiedeva nei territori dell'impero bizantino, che gli dedicarono una chiesa a Costantinopoli.
Le sue reliquie a Skálholt furono meta di pellegrinaggi per tutto il medioevo, furono poi disperse con la riforma protestante.
Ancora oggi, in Islanda, il 23 dicembre viene chiamato Þorláksmessa e in Norvegia Tollesmesse, è l'ultimo giorno di digiuno in preparazione del Natale ed è usanza completare le pulizie natalizie e mangiare baccalà con purè di patate.
Il papa Giovanni Paolo II il 14 gennaio 1984 ripristinò il culto di San Torlaco, lo canonizzò ufficialmente e lo dichiarò patrono d'Islanda.

## Culto
Il Martirologio romano fissa la memoria liturgica il 23 dicembre.
La Chiesa islandese, nel 1237 aggiunse una seconda festa il 20 luglio in ricordo della traslazione delle sue spoglie a Skálholt.
Dopo il Concilio Vaticano II, che vieta la celebrazione solenne dei santi durante la novena di Natale, la celebrazione della festa di San Torlaco è concessa solo il 20 luglio.

## Genealogia episcopale
La genealogia episcopale è:
- Arcivescovo Eystein di Nidaros
- Vescovo Þorlákr di Skálholt